# Suicidio in Svizzera

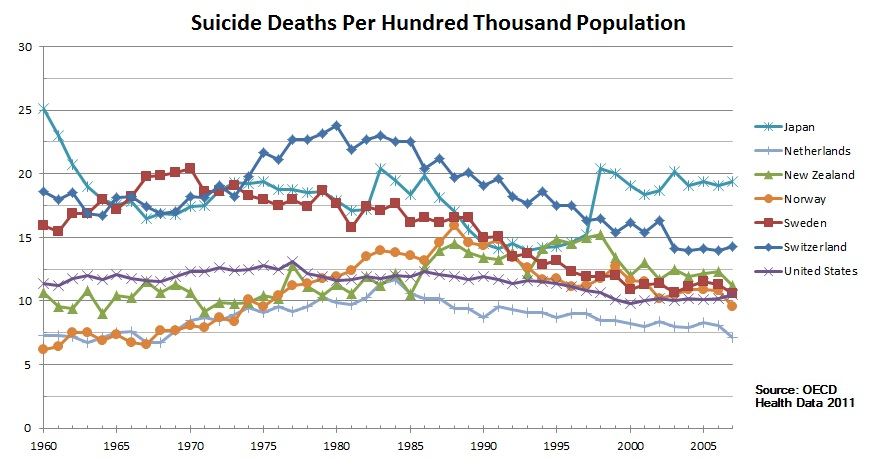
Morti per suicidio ogni 100.000 abitanti tra il 1960 e il 2007 in Giappone, Paesi Bassi, Nuova Zelanda, Norvegia, Svezia, Svizzera e Stati Uniti

Il tasso di suicidio in Svizzera è stato uno dei più alti in confronto a molti alti Paesi europei, assieme a Norvegia, Svezia e Regno Unito.
Il suicidio assistito è legale dal 1941, se eseguito da un non-medico che non abbia alcun interesse alla morte del soggetto interessato: la legge invece vieta alla classe medica, per etica professionale, e ai parenti (coniugi, figli o altri familiari) di partecipare direttamente alla morte del congiunto. Molti cittadini stranieri giungono in Svizzera per poter porre termine alla propria vita in maniera ufficiale e legale; una tale pratica controversa di turismo del suicidio è consentita dal governo svizzero e la possibilità di accedervi viene sostenuta dall'opinione pubblica. Le leggi vigenti in materia di suicidio assistito sono di fatto destinate a limitare la pratica come ultima risorsa disponibile per quelle persone che vengono ufficialmente considerato affette da una malattia terminale.
Molti individui, altrimenti sani, sofferenti di problemi che potrebbero essere curabili, come ad esempio la depressione, decidono e scelgono liberamente di porre fine alla propria vita, sebbene ciò sia espressamente vietato dalla legge. Per ricorrere all'aiuto di Dignitas, un'associazione svizzera fondata nel 1998 dall'avvocato Ludwig Minelli che facilita la "dolce morte" tramite suicidio assistito, è necessario che i pazienti forniscano la prova specifica data dal medico curante e la prognosi per iscritto che la qualifichi quale, per l'appunto, malattia terminale.
Dai primi anni sessanta alla metà degli anni settanta il tasso di suicidio è ampiamente variato senza una chiara e definita tendenza statistica.